# Ili Vali
Ili Vali (deutsch Vali-Berg) ist eine historische Befestigungsanlage im osttimoresischen Suco Com (Gemeinde Lautém). Im Portugiesischen werden solche Anlagen als Tranqueira (deutsch Deckung, Verschanzung) bezeichnet. 2008 wurden innerhalb der Mauern Ausgrabungen durchgeführt.
Die Befestigungen befinden sich drei Kilometer südöstlich von Com, zwei Kilometer von der Küste entfernt, auf einem Hügel in der Aldeia Muapusso, in einer Meereshöhe von etwa 175 m.

## Die Anlage
Die Mauern umschlossen ein ausgedehntes Areal einer Siedlung mit Gräbern, Tanzplätzen und anderem. Die Anlage besteht aus zwei Ebenen. Die obere Ebene ist das eigentliche „Ili Vali“, benannt nach dem Felsvorsprung, auf dem der Komplex steht. Der steinerne Eingang zu Ili Vali ist schmal. Innen befinden sich mehrere Gräber aus behauenen Steinen und mehreren großen, flachen, kreisrunden Scheiben aus feinkörnigem Sedimentgestein, die „Batu Makassar“ (deutsch Makassar-Stein) genannt werden.
Die untere Ebene wird „Macapainara“ genannt. Sie ist im Norden und Süden von massiven Steinmauern umgeben, die bis zu drei Meter hoch und an der Basis zwei Meter dick sind. Auch hier befinden sich mehrere Gräber, darunter auch ein sehr großes in Ost-West-Richtung ausgerichtetes Doppelgrab. In ihm befinden sich die Überreste des ehemaligen Herrschers von Ili Vali/Macapainara und eines seiner engen politischen Verbündeten. Das Grab ist drei Meter lang, 2,2 Meter breit und 1,5 Meter hoch. Der Grabsockel besteht aus behauenen Kalksteinblöcken, der obere Teil aus den flachen Makassar-Steinen.

## Geschichte
Ili Vali war die befestigte Hauptsiedlung des Clans (fataluku: Ratu) der Fara kati (Macapainara-Serevairara). Der Clanführer erhielt im 18. Jahrhundert von den portugiesischen Kolonialherren den Ehrentitel eines Obersts (portugiesisch Koronel). Später zogen die Einwohner an die Küste in der Nähe und gründeten dort das Dorf Muapusso (Mua Pusu). 1976 wurde das Dorf von der indonesischen Armee in den Ort Com zwangsumgesiedelt. Die Nachkommen besuchen weiter die Ahnengräber in der ehemaligen Siedlung und bringen Opfergaben dar.
Ältere Clanmitglieder berichten von mündlichen Überlieferungen, dass die Siedlung Teil eines Handelsnetzes mit anderen Inseln war. Zu den Waren gehörten Sandelholz und Sklaven. Die Sklaven stammten aus den lokalen Kriegen (Funu) gegen rivalisierende Gruppen. Zum Schutz der eigenen Bevölkerung entstanden die befestigten Siedlungen. Ili Vali kontrollierte den Ankerplatz vor der Küste und gelangte so an begehrte Handelsware, wie Vorderlader, Munition und Schießpulver. Man fungierte als Vermittler zwischen den Händlern von außerhalb und den Gruppen im Landesinneren, die Kriegsgefangene als Sklaven verkauften. Die Küstenbewohner erlangten so Reichtum und wurden zu „Orang Kai“. Diese Bezeichnung stammt von der Malaiischen Halbinsel und den Molukken, wo die „Orang Kaya“ eine Oligarchie von Ältesten aus kleinen, aber wohlhabenden Gemeinschaften darstellten, die eine Handelsaristokratie errichtet hatten.
Eine lokale Legende berichtet aus der Zeit des „Buton Makassar“, in der wohl enge Handelsbeziehungen mit Makassar bestanden. Nach erfolgtem Handel entführten die Makassaren ein hübsches Mädchen aus Com und setzten die Segel. Von den Schreien des Mädchens alarmiert, rannten die Männer des Hauses der Ältesten, dem Calu Kono, ans Ufer, doch ihre Waffen konnten das Schiff schon nicht mehr erreichen. Der Ahne des Kono-Clans rauchte eine Zigarre und blies den Rauch in einen angrenzenden kleinen Bach, wo er sich in einen Ahnendelfin (Roinu) verwandelte. Der Delfin schwamm zum Schiff und schlug ein Loch in den Rumpf, so dass die Makassaren wieder zurückkehren und das Mädchen aushändigen mussten. Später boten sie dem Konu Ratu als Entschädigung und als Zeichen ihres künftigen guten Willens sechs schwarze, behauene Steinplatten an. Sie wurden an die älteren und jüngeren Geschwisterhäusern und der Familie des politischen Herrschers, den Cao Hafa Malae im nahe gelegenen Ili Vali verteilt. Diese Makassar-Steine finden sich heute in den Mauern der alten Befestigungen als mit der heiligen Energie der Ahnen geladene Objekte.

## Archäologische Untersuchungen
Bei den Ausgrabungen von 2008 wurde eine Reihe von Gegenständen gefunden, die die mündlichen Überlieferungen über das Alter und die Nutzung von Ili Vali und Macapainara bestätigen. Mittels Radiokarbonmethode ermittelte man anhand von Holzkohle, dass Ili Vali wahrscheinlich erstmals zwischen 1695 und 1780 n. Chr. besiedelt wurde. Die Siedlung wurde erst in der Mitte des 20. Jahrhunderts oder später aufgegeben.
Zu den Funden gehörten tönerne Keramik, Scherben von chinesischem Porzellan, Glasperlen und Bruchstücke von Glasgefäßen. Tonscherben stellten den größten Teil der Funde dar. Ein Teil von ihnen war mit Abdrücken, Kerben, Riffelungen oder abstrakten Bemalungen verziert. Die meisten Scherben stammten von Krügen mit einem Hals, einem umgedrehten Rand und einem Randdurchmesser zwischen 11 und 19 Zentimetern. Diese Töpfe wurden vermutlich zum Kochen verwendet, während größere Exemplare als Vorratsbehälter dienten. Für nur wenige Gefäße gab es Deckel. Dazu kamen Teller (meist mit einem umgedrehten Fuß), Schalen, zwei kleine Öfen und zwei viereckige Kästen. Bei drei Gefäßen vermutet man, dass sie zum Verbrennen von Weihrauch oder ähnlichen aromatischen Substanzen dienten. Fragmente von Schmelztiegeln belegen eine Metallverarbeitung in der Siedlung. Da man aber keine verworfenen Fehlbrände fand, geht man davon aus, dass hier keine Keramik hergestellt wurde. Bei den Porzellanscherben handelte es sich nicht um eine hohe Qualität. Nur eine Scherbe zeigte die durchscheinende Eigenschaft von eigentlichem Porzellan. Der Rest stammte von typischer für den Handel produzierter Ware. Vier Scherben wurden als Halbporzellan eingestuft. Bei drei Viertel der Funde konnte man als Herkunftsland China ermitteln, andere Scherben kamen aus Vietnam. Die meisten Bruchstücke stammten aus dem Zeitraum zwischen dem 16. und 19. Jahrhundert. Es gibt auch Bruchstücke von Krügen und Vorratsbehältern aus Europa (18./19. Jhdt.), Sing Buri (heute Thailand) und Kambodscha (16./17. Jhdt.). Drei Armbandfragmente aus Keramik kommen aus europäischer (vielleicht portugiesischer) oder brasilianischer Produktion. Die entdeckten Glasscherben haben eine Zusammensetzung, wie sie im Europa des 17. bis 19. Jahrhundert üblich war. Die Hälfte der Glasperlen wurden wahrscheinlich in China zwischen dem 16. und 18. Jahrhundert hergestellt. Eine Perle ist europäischen Ursprungs und bei einer Glasperle scheint es sich um ein Exemplar aus dem indopazifischen Raum zu handeln. Die Produktion solcher Perlen wurde etwa um 1200 n. Chr. eingestellt, doch werden indopazifische Perlen bis heute noch als Erbstücke in Osttimor und der indonesischen Provinz Nusa Tenggara Timur weitergegeben, so dass das hohe Alter dieser Perle nicht im Widerspruch zu den anderen Datierungen steht.
Unerwartet war der Fund von 392 Artefakten aus behauenem Stein, was eine große Zahl darstellt. Dazu gehören auch Abschläge, Kerne und ein Hammerstein. Eigentlich ging man davon aus, dass in dieser Region bereits vor mindestens 2000 Jahren Stein als wichtiges Material für die Werkzeugherstellung durch Metall ersetzt worden war. Als Material wurden rote und cremefarbene Hornsteine verwendet, manchmal auch ein brauner Chalcedon. Dieses Gestein findet man auch in der Region. Die Bearbeitung fand wohl vor Ort statt. Untersuchungen ließen die Forscher darauf schließen, dass es sich bei den Steinen um Zündsteine handelt, die zusammen mit einem Metallwerkzeug zum Feuer machen verwendet wurden.
Aus dem Alltag der Bewohner der Siedlung stammten Überreste von Wild- und Haustieren, Fischen, Muscheln und Seeigeln. In kleinerer Menge gab es auch zu Schmuck verarbeitete Muscheln und Knochen, die hier entstanden. Die meisten Knochen und Zähne stammten von Schweinen, einige von Rindern und Ziegen. Überreste von Wasserbüffeln fand man nicht. Die Knochen und Zähne von Hunden und Pferden zeigten keine Hinweise auf eine Schlachtung. Die Knochen von Wildtieren gehörten Schlangen, Geckos und wahrscheinlich Grauen Kuskus. Daneben gab es Überreste von Welsartigen, Igelfischen, Zackenbarschen, Schnappern, Papageifischen und einen Wirbel eines Hais oder Rochens. Die meisten gefundenen Schalen von Weichtieren waren nicht bearbeitet, so dass man davon ausgeht, dass sie Reste von Mahlzeiten waren. Es handelt sich dabei vor allem um Meeresschnecken. Das weitgehende Fehlen von Muscheln gibt ihr Fehlen an der Küste wieder. Es gibt keine notwendigen Ablagerungsstellen. Der nächste noch existierende Mangrovenwald ist mehr als zehn Kilometer entfernt. Diejenigen Schalen, die man weiterverwendet hat, wurden zu Angelhaken, Perlen oder ähnlichen kleinen Gegenständen verarbeitet.

## Belege

### Hauptbeleg
- Sue O’Connor, Andrew McWilliam, Sally Brockwell: Forts and Fortification in Wallacea: Archaeological and Ethnohistoric Investigations, S. 257–262, ANU Press 2020.